# Ivy Joshua
Artykuł ten został zgłoszony do umieszczenia na stronie głównej w rubryce „Czy wiesz”.
Pomóż nam go sprawdzić: oceń zgłoszoną nominację.
Ivy Inez Joshua, z domu McQueen (ur. 25 grudnia 1924 w Grenadzie, zm. 1992 w Kingstown) – polityczka z Saint Vincent i Grenadyny pochodząca z Grenady. Pierwsza kobieta wybrana do parlamentu Saint Vincent i Grenadyny, w którym służyła w latach 1958–1979, ministra ds. usług społecznych w latach 1961–1964, ministra bez teki w latach 1967–1972 i liderka opozycji.

## Życiorys

### Młodość, edukacja i kariera zawodowa
Ivy Inez McQueen urodziła się 25 grudnia 1924 w Grenadzie. Ukończyła edukację na poziomie szkoły podstawowej. W latach 40., podczas emigracji w Trynidadzie i Tobago, poznała swojego przyszłego męża, Ebenezera Joshuę, z którym w 1943 roku przeprowadziła się do Gujany. W 1945 roku powróciła do do Trynidadu i Tobago, gdzie zaczęła aktywność w związku zawodowym prowadzonym przez Tubala Uriaha Butlera. W 1951 roku przeprowadzili się na Saint Vincent, gdzie kontynuowali działalność w ruchach społecznych oraz współzałożyli ruch Eighth Army of Liberation (zamknięty w 1952 roku).

### Działalność polityczna
Z ramienia Eight Army of Liberation koordynowała udział ruchu w wyborach w 1951 roku do parlamentu Saint Vincent i Grenadyny, pierwszych powszechnych wyborach w historii Saint Vincent i Grenadyny. Sama kandydowała w wyborach parlamentarnych w 1954 roku startując z ramienia People's Political Party. Została pierwszą kobietą, która brała udział w wyborach jako kandydatka w historii. Z powodzeniem kandydowała w wyborach parlamentarnych w 1957 roku startując z okręgu wyborczego North Central Windward, stając się pierwszą kobietą wybraną do parlamentu kraju. Uzyskała reelekcję w wyborach parlamentarnych w 1961 roku, w 1966 roku, w 1967 roku, w 1972 roku, w 1974 roku. Nie uzyskała reelekcji w wyborach parlamentarnych w 1979 roku, w których People's Political Party utraciła władzę.
W 1960 roku była ministrą ds. mieszkalnictwa i edukacji, w latach 1961–1964 ministrą bez teki, a w 1972 roku pełniła stanowisko parliamentary secretary ds. mieszkalnictwa. Była członkinią Executive Council w latach 1959–1964 i ponownie w latach 1966–1967. Po zmianie konstytucji kraju w 1975 roku została powołana na stanowisko liderki opozycji.

### Życie prywatne, pozostała działalność i śmierć
Zmarła w 1992 roku w Kingstown, stolicy Saint Vincent i Grenadyny. Jej imieniem została nazwana autostrada w północnej części kraju.